# 犬山 (小惑星)
犬山（いぬやま、5775 Inuyama）は小惑星帯の小惑星である。水野義兼と古田俊正によって可児市で発見された。
名前は愛知県犬山市に由来しており、水野や古田の教師であった犬山市在住のアマチュア天文家山田達雄の提案で命名された。